# Garça de Cima
Garça de Cima est une localité de l'île de Santo Antão au Cap-Vert.

## Description
Garça de Cima est située dans la haute vallée de la rivière Ribeira da Garça, à 15 km au nord-ouest de  Porto Novo, la capitale de l'île. 
La partie la plus méridionale se trouve dans le parc naturel de Moroços (en).
Dans la partie septentrionale, le nouveau barrage nommé Canto de Cagarra a été inauguré le 16 novembre 2014 et c'est le seul barrage de l'île et des îles de Barlavento.

## Subdivisions
- Andriene
- Boca de Andriene
- Bordeira de Cose de Chã
- Buraquinho
- Cabeçadas
- Cator
- Cavoco de João Veríssimo
- Chã de Ascencio de Horta
- Chã de Bento
- Chã de Cima
- Chãde Goteira
- Chã de Guim
- Chã de Nove
- Chã Luis
- Chanzinha de Cabeçadas
- Chanzinha de Hortas
- Chãzinha
- Enxode
- Esponjeiro
- Fajã de Matos
- Fanado
- Fundo
- Fundo Chica
- Hortas da Garça
- Lombinho
- Lombo Amaro
- Lombo de Cacaio
- Lombo de Cruz
- Lombo de Guim
- Lombo de Pardal
- Lombo Endriano
- Lombo Geada
- Lombo João da Ninho
- Lombo Matias
- Lombo Nico
- Lombo Pelado
- Manta Velha de Fajã de Matos
- Marcelo
- Pilão
- Portalinho de Cabeçadas

## Population
Au recensement de 2010, la localité comptait 1 138 habitants.